# Rhizotrogus ciliatus
Rhizotrogus ciliatus är en skalbaggsart. Rhizotrogus ciliatus ingår i släktet Rhizotrogus och familjen Melolonthidae. Utöver nominatformen finns också underarten R. c. vexilis.